# Тальйо-ді-По
Тальйо-ді-По (італ. Taglio di Po, вен. Tajo de Po) — муніципалітет в Італії, у регіоні Венето,  провінція Ровіго.
Тальйо-ді-По розташоване на відстані близько 350 км на північ від Рима, 50 км на південь від Венеції, 35 км на схід від Ровіго.
Населення — 8351 особа (2014).
Щорічний фестиваль відбувається 16 липня. Покровитель — Beata Vergine del Carmine.

## Демографія
Населення за роками:

Станом на 1 січня 2023 року в муніципалітеті офіційно проживало 396 іноземців з 36 країн, серед них 114 громадян країн Євросоюзу та 44 громадяни України.

## Сусідні муніципалітети
- Адрія
- Аріано-нель-Полезіне
- Корбола
- Лорео
- Порто-Толле
- Порто-Віро